# Höllwieslift
Der Höllwieslift ist ein Skilift bei Oberstdorf in Deutschland. Er befindet sich am Osthang des Söllerecks und hat eine Gesamtlänge von 1972 Metern. Die 1962 eröffnete Anlage gilt als der längste Ski-Schlepplift in Deutschland. Sie wurde zunächst für eine Kapazität von 500 Personen pro Stunde für 600.000 DM errichtet. 1970 wurde die Anlage an die Söllereckbahn verkauft, um eine Kapazitätssteigerung zu ermöglichen. Heute hat die Anlage eine Kapazität von 950 Personen pro Stunde und gilt als nicht mehr zeitgemäß. Die Planung einer kuppelbaren 6er-Sesselbahn in zwei Sektionen ist im Gange.